# Ламотт, Николя
Ма́рк Антуа́н Николя́ де Ламо́тт (фр. Marc Antoine Nicolas de La Motte; 29 июля 1755, Бар-сюр-Об — 6 ноября 1831, Париж) — французский авантюрист, супруг Жанны Ламотт-Валуа.

## Биография
Николя Ламотт происходил из небогатой дворянской семьи из провинции Шампань.
В молодые годы поступил на службу в жандармерию, где служил под командованием графа д’Артуа. В 1780 году Николя женился на 24-летней Жанне Валуа (1756—1791), выводившей своё происхождение от короля Генриха II через его внебрачного сына Анри де Сен-Реми.
Вместе со своей женой Николя Ламотт стал одним из главных действующих лиц в скандальном «деле о ожерелье». Получив по поддельным бумагам от кардинала Луи де Рогана бриллиантовое ожерелье, якобы в подарок королеве Марии-Антуанетте, супруги продали часть драгоценностей за крупную сумму денег. В августе 1785 года после ареста супруги и остальных соучастников мошенничества Николя сбежал в Англию с оставшимися бриллиантами. 31 мая 1786 года парижский парламент приговорил его супругу к телесному наказанию, клеймению и заключению в тюрьме для проституток Сальпетриер. Николя Ламотта приговорили заочно к телесному наказанию и клеймению, а также ссылке на галеры.
Спустя два года, Жанна сбежала из тюрьмы и прибыла в Лондон, где стала писать скандальные мемуары о жизни Марии-Антуанетты. Николя Ламотт овдовел в августе 1791 года после самоубийства своей жены. Николя Ламотт пережил свою жену на 40 лет и после Великой французской революции вернулся во Францию. Скончался 6 ноября 1831 года в Париже в возрасте 76 лет.